# フレーリッヒ仮説
フレーリッヒ仮説とは細胞膜にはテラヘルツ∼ミリ波帯のいずれかの周波数で共鳴振動しており、その周波数の電磁波を照射することで、何らかの非熱作用が予想されるという理論

## 概要
1968年にドイツ出身でイギリスで活躍した誘電体学者の ヘルベルト・フレーリッヒ（Herbert Fröhlich 1905-1991）の提唱した仮説で、細胞膜（二重リン脂質膜）がテラヘルツ∼ミリ波帯(0.1～1 THz)のいずれかの周波数で共鳴振動しており、特異的に共鳴する縦型電気振動が存在し、その振動が細胞分裂の誘起や制御の機序さらには酵素反応の特異性や驚異的な高効率性などを司っていて、その周波数の電磁波を照射することで、何らかの非熱作用が予想されるという仮説である。

## 論争
細胞膜へ共鳴振動に相当する電磁波を照射することにより細胞が活性化することを示唆する報告をしたドイツのマックスプランク研究所を中心とする肯定派と、少数の否定派の間で論争が続いているものの、再現性の高い検証実験に不可欠とされるテラヘルツ∼ミリ波帯における広帯域周波数可変光源は限られており、現時点では論争に終止符を打つような適切な検証実験は行なわれていない。

## 現況と課題
- フレーリッヒ仮説は未だ証明も否定もされていない[2]
- フレーリッヒ仮説の説得力は数十年を経てなお衰えていない[2]
- 今後の研究には、約 1THz までのテラヘルツ波帯を含む広帯域周波数可変光源が不可欠で周波数を掃引するために、反応の早い、リアルタイム性の高いパラメータが不可欠[2]

## 文献
- “生体細胞へのテラヘルツ光照射影響” (PDF). 2017年1月25日閲覧。
- “テラヘルツエレクトロニクス” (PDF). 2017年1月25日閲覧。